# 3915 후쿠시마
3915 후쿠시마(3915 Fukushima, 1988 PA1)는 소행성대의 소행성으로 일본 홋카이도 기타미시의 기타미 천문대에서 아마추어 천문가인 야나이 마사유키와 와타나베 가즈오가 1988년 8월 15일 발견했다. "후쿠시마"라는 이름은 홋카이도 대학의 후쿠시마 히사오(福島久雄) 교수의 이름을 따랐다.